# Абдурахманов, Гайирбег Магомедович
Гайирбег Магомедович Абдурахманов (5 ноября 1942, с. Ашильта, Унцукульский район, Дагестанская АССР, РСФСР, СССР — 23 июля 2018, Махачкала, Дагестан, Россия) — советский и российский энтомолог, доктор биологических наук, профессор. Автор 440 научных работ, в том числе 20 монографий. Директор Института прикладной экологии Республики Дагестан, директор Института экологии и устойчивого развития Дагестанского госуниверситета, главный редактор журнала «Юг России: экология, развитие», заслуженный деятель науки России, академик Российской экологической академии и член ее Президиума

## Биография
В 1966 году окончил биологический факультет Дагестанского государственного университета в Махачкала, а в 1967 году поступил в аспирантуру Института зоологии Азербайджанской Академии наук. Вскоре перевелся в аспирантуру Зоологического института АН СССР в Ленинграде , которую окончил в 1970 году. В 1972 году защитил кандидатскую диссертацию на тему «Насекомые – вредители плодовых культур Дагестана», научный руководитель Олег Крыжановский, место защиты – Дагестанский государственный университет.
На протяжении 25 лет, начиная с 1972, работал в Дагестанском государственном педагогическом институте, где получил звание доцента и должность заведующего кафедрой зоологии, впоследствии экологии. С 1996 года руководит Дагестанским отделением Российской экологической академии.
В 1997 году перешёл на работу в Дагестанский государственный университет, где занял должность декана экологического факультета, содержащего 4 кафедры: биологии и биоразнообразия, экологии, природопользования, геоэкологии.
В сентябре 2016 года участвовал в выборах в Государственную думу от партии «Зелёные».

## Память
В честь Абдурахманова названа школа в селе Балахани Унцукульского района.

## Избранные публикации
- Абдурахманов Г. М. Причины различий состава горной энтомофауны Восточной и Западной частей Большого Кавказа // Доклады АН СССР. — 1984. — т. 274. — № 1.
- Абдурахманов Г. М. Восточный Кавказ — глазами энтомолога. — Махачкала, 1987. — 136 с.
- Абдурахманов Г. М., Лобанов А. Л. Компьютерный банк данных по систематике и географическому распространению жуков-чернотелок (Coleoptera, Tenebrionidae) Кавказа // Материалы Всес. научно-метод. совещ. зоологов педвузов, часть 1. 1990. С. 5-6.
- Абдурахманов Г. М., Исмаилов Ш. И., Лобанов А. Л. Новый подход к проблеме объективного зоогеографического районирования. — Махачкала: Дагестанск. госпедуниверситет, 1995. — 325 с.
- Лобанов А. Л., Медведев Г. С., Абдурахманов Г. М. Новый подход к использованию фаунистических данных в зоогеографическом районировании // Зоол. журн. — 1995. —Т. 74. — Вып. 11. — С. 131—140.
- Medvedev G. S., Lobanov A. L., Abdurakhmanov G. M., Ismailov Sh. I. A new approach to the objective zoogeographical regionalization // XX International Congress of Entomology. Firenze, Italy, August 25 — 31, 1996. — Proceedings. 1996. — P. 02-102.
- Абдурахманов Г. М., Лопатин И. К., Исмаилов Ш. И. Основы зоологии и зоогеографии. — Москва, «Академия», 2001. — 496 с.